# Paks
Paks là một thành phố thuộc hạt Tolna, Hungary. Thành phố này có diện tích 154,08 km², dân số năm 2010 là 19736 người, mật độ 128 người/km².